# Resolució 2100 del Consell de Seguretat de les Nacions Unides
La Resolució 2100 del Consell de Seguretat de les Nacions Unides fou adoptada per unanimitat el 25 d'abril de 2013. El Consell acorda la Missió Multidimensional Integrada d'Estabilització de les Nacions Unides a Mali (MINUSMA) que operaria al Mali amb 12.600 soldats a partir de l'1 de juliol.

## Detalls
El Consell va demanar a les autoritats de transició de Mali que celebressin eleccions presidencials i parlamentàries el més aviat possible. Tots els grups rebels havien d'entregar les armes i tots els partits que havien tingut relacions amb organitzacions terroristes, incloses Al-Qaida del Magrib Islàmic, van ser convidats a reconèixer i negociar la unitat i la integritat territorial de Mali.
Es va decidir establir la Missió Multidimensional Integrada d'Estabilització de les Nacions Unides a Mali (MINUSMA) en què s'incorporaria l'actual oficina de l'ONU a Mali, la UNOM i que també assumiria les tasques de l'AFISMA, la força de manteniment de la pau de l'ECOWAS. MINUSMA consistirà en 11.200 soldats, batallons de reserva inclosos i 1.440 agents. També es va permetre a la missió col·laborar amb la UNMIL i la UNOCI que operaven a Libèria i Costa d'Ivori, respectivament. A més, les missions havien de compartir recursos en termes logístics i administratius. La MINUSMA va rebre un mandat de dotze mesos amb els següents objectius principals:
- Estabilitzar els principals centres de població i contribuir a l'expansió de l'autoritat estatal a tot el país,
- Donar suport a la implementació del pla de transició del govern, inclòs el diàleg i les eleccions,
- Protegir la població i el personal de l'ONU,
- Promoure els drets humans,
- Donar suport al lliurament d'assistència d'emergència,
- Ajudar a protegir el patrimoni cultural de Mali,
- Esforçar-se en portar criminals de guerra a la justícia.

L'exèrcit francès també podria ajudar a MINUSMA si el secretari general ho demanava. Aquesta clàusula es revisaria després de sis mesos. A més, es va crear la missió europea EUTM Mali per formar i assessorar els serveis de seguretat malians.